# Колір грошей (фільм, 1986)
«Колір грошей» (англ. The Color of Money) — американський кінофільм 1986 року, режисера Мартіна Скорсезе, екранізація роману американського письменника Волтера Тівіса. 
Рейтинг IMDb 

## Сюжет

### Коротко
Швидкому Едді, віртуозному гравцю в більярд, немає рівних за зеленим столом. Для інших це розвага, для нього — серйозна робота й великі гроші. У нього з'являється конкурент, новачок Він, який має все, що потрібно для перемоги: талант, везіння та підтримка чарівної подруги, але йому бракує почерку майстра. 
Едді стає його наставником і вчить висхідну зірку тонкощам великої гри. На зеленому сукні, кольору грошей, віч-на-віч з долею…

### Докладніше
Відомий майстер більярду Едді Фелсон під прізвиськом «Швидкий» давно вже не грає, а зайнятий спокійним і прибутковим бізнесом з перепродажу спиртного. Якось раз у барі він зустрічає молодого талановитого гравця Вінсента і бере над ним шефство. Едді вирішив згадати молодість і навчити молодика мистецтва заробляти великі гроші за столом із зеленим сукном. «Виграні гроші удвічі солодші, ніж зароблені», — каже Едді. В турне їх супроводжує подруга Вінсента, Кармен, яка грає свою роль у своєрідних спектаклях, що розігрувалися з метою розкрутити простаків, що спостерігають за грою. 
Однак, якщо навчений ветеран грає заради грошей, то новачок — заради перемоги. Вінсент ніяк не може приборкати свої емоції. Едді не вдається втовкмачити Вінсенту, що іноді потрібно й програти, приховати свою справжню майстерність, заманити противника, щоб заробити більше. Нарешті, Едді втрачає терпіння і вирішує покинути Вінсента й Кармен, жалкуючи з приводу того, що не зміг передати йому свою майстерність. Між тим, Едді, який повернувся до більярдного столу, відчуває, що свого часу не виразив себе повністю як гравець. Хоча роки не ті й зір підводить, він знову бере в руки кий і починає тренуватися та грати сам. 
Проходить деякий час. Пройшовши низку другорядних турнірів, Едді Фелсон потрапляє на чемпіонат країни з пулу, який проводиться в Атлантик-Сіті. У півфіналі його турнірний шлях перетинається з Вінсентом. Колишній молодик серйозно перемінився, подорослішав і перед зустріччю дякує свому вчителю та стверджує, що вже сам може дечому навчити Едді. У наполегливому поєдинку Едді вириває перемогу й вирушає до готелю готуватися до фіналу. Несподівано ввечері в його номері з'являється Вінсент і приносить йому велику суму грошей. Вінсент стверджує, що піддався Едді в фіналі заради виграшу поставлених на нього на підпільному тоталізаторі грошей і готовий поділитися з Едді його часткою — $ 8000. Едді настільки розчарований, що наступного дня знімається з турніру. Покинувши зал чемпіонату, Едді зустрічається з Вінсентом і пропонує йому зіграти по-справжньому, на ці $ 8000, якщо той не може зіграти безкоштовно. Вінсент неохоче погоджується і гравці починають партію.

## У ролях
- Пол Ньюман — швидкий Едді Фелсон
- Том Круз — Вінсент Лорі
- Мері Елізабет Мастрантоніо — Кармен
- Гелен Шейвер — Джанель
- Джон Туртурро — Джуліан
- Форест Вітакер — шахрай, який обіграв Едді
- Білл Коббс — Орвіс
- Іггі Поп — гравець у білій футболці

## Звукова доріжка
Альбом з композиціями з фільму вийшов на фірмі звукозапису MCA Records в 1986 році:
1. "Who Owns This Place?" — Дон Генлі (4:55)
2. "It's In The Way That You Use It" — Ерік Клептон (4:00)
3."Let Yourself In For It" — Роберт Палмер (5:20)
4."Don't Tell Me Nothin'" — Віллі Діксон (4:42)
5."Two Brothers And A Stranger" — Марк Нопфлер (2:42)
6."Standing On The Edge Of Love" — Бі Бі Кінг (3:59)
7."Modern Blues" — Робі Робертсон (2:57)
8."Werewolves Of London" — Ворен Зівон (3:24)
9."My Baby's In Love With Another Guy" — Роберт Палмер (2:30)
10."The Main Title" — Робі Робертсон (2:46)

## Цікаві факти
- «Колір грошей» — екранізація роману Волтера Тевіса.
- В епізодичних ролях знялися багато відомих професійних гравців, а також сам режисер Мартін Скорсезе (камео).
- У фільмі «Колір грошей» роль кия-балабушки грав J19 виробництва Joss, який зовні схожий на одну з балабушок серії 600.
- Герої фільму грають в американську різновид пулу «9-куль» (nine-ball).
- Добре видно, що більшість ударів Том Круз і Пол Ньюмен виконують самостійно і без дублерів. Тільки в одному з епізодів складний удар-перескок (jump-shot) за Круза виконував Майк Сігел.
- Назва містить натяк на те, що колір сукна на більярдному столі такий же, як у американських доларів.
- На зніманні Том довго не міг зосередитися в сцені, де дівчина обіймає Вінсента. Як потім сам зізнавався актор, він просто до божевілля боїться лоскоту.

## Нагороди й номінації
Оскар (1987):
- Найкраща чоловіча роль (Пол Ньюман);
- номінації за найкращу жіночу роль другого плану (Мері Елізабет Мастрантоніо), найкращий адаптований сценарій і найкращу роботу художника-постановника.

Національна рада кінокритиків США (1986):
- Найкращий актор (Пол Ньюман).

Золотий глобус (1987): 
- номінації за найкращу чоловічу роль (Пол Ньюман) і найкращу жіночу роль другого плану (Мері Елізабет Мастрантоніо).